# Brussiana
Brussiana (en rus: Брусяна) és un poble de l'óblast de Sverdlovsk, a Rússia, segons el cens del 2010 tenia 178 habitants.